# Escalat de freqüència dinàmica
L'escalat de freqüència dinàmica (també coneguda com a acceleració de la CPU) és una tècnica de gestió de l'energia en l'arquitectura d'ordinadors per la qual la freqüència d'un microprocessador es pot ajustar automàticament "sobre la marxa" en funció de les necessitats reals, per conservar l'energia i reduir la quantitat de calor generada per el xip. L'escala de freqüència dinàmica ajuda a preservar la bateria dels dispositius mòbils i a reduir el cost de refrigeració i el soroll en configuracions d'informàtica silencioses, o pot ser útil com a mesura de seguretat per als sistemes sobreescalfats (p. ex., després d'un overclocking deficient).
L'escala de freqüència dinàmica gairebé sempre apareix juntament amb l'escala de tensió dinàmica, ja que les freqüències més altes requereixen tensions d'alimentació més altes perquè el circuit digital doni resultats correctes. El tema combinat es coneix com a escalat dinàmic de voltatge i freqüència (DVFS).
L'acceleració del processador també es coneix com a "subclocking automàtic". L'overclocking automàtic (augment) també és tècnicament una forma d'escala de freqüència dinàmica, però és relativament nou i normalment no es parla amb l'acceleració.

## Funcionament
La potència dinàmica (potència de commutació) dissipada per un xip és C·V2·A·f, on C és la capacitat que es canvia per cicle de rellotge, V és la tensió, A és el factor d'activitat que indica el nombre mitjà de commutació. esdeveniments per cicle de rellotge pels transistors del xip (com a quantitat sense unitat) i f és la freqüència de rellotge.
Per tant, la tensió és el principal determinant de l'ús d'energia i calefacció. La tensió necessària per a un funcionament estable ve determinada per la freqüència a la qual es registra el circuit, i es pot reduir si també es redueix la freqüència. La potència dinàmica per si sola no té en compte la potència total del xip, ja que també hi ha potència estàtica, que es deu principalment a diversos corrents de fuga. A causa del consum d'energia estàtica i el temps d'execució asimptòtic, s'ha demostrat que el consum d'energia del programari mostra un comportament energètic convex, és a dir, existeix una freqüència de CPU òptima a la qual es minimitza el consum d'energia. El corrent de fuga ha esdevingut més i més important a mesura que les mides dels transistors s'han reduït i els nivells de voltatge llindar es redueixen. Fa una dècada, la potència dinàmica representava aproximadament dos terços de la potència total del xip. La pèrdua de potència a causa dels corrents de fuga en les CPU i els SoC contemporanis tendeixen a dominar el consum total d'energia. En l'intent de controlar la potència de fuga, les portes metàl·liques d'alta k i la potència han estat mètodes habituals.
L'escala de tensió dinàmica és una altra tècnica de conservació d'energia relacionada que s'utilitza sovint juntament amb l'escala de freqüència, ja que la freqüència a la qual pot funcionar un xip està relacionada amb la tensió de funcionament.
L'eficiència d'alguns components elèctrics, com els reguladors de tensió, disminueix amb l'augment de la temperatura, de manera que l'ús d'energia pot augmentar amb la temperatura. Com que l'augment de l'ús d'energia pot augmentar la temperatura, els augments de tensió o freqüència poden augmentar les demandes d'energia del sistema encara més del que indica la fórmula CMOS, i viceversa.

## Interfície estàndard
ACPI 1.0 (1996) defineix una manera perquè una CPU passi als "estats C" inactius, però no defineix cap sistema d'escala de freqüència.
ACPI 2.0 (2000) introdueix un sistema d' estats P (estats de rendiment de potència) que un processador pot utilitzar per comunicar la seva possible configuració de freqüència – potència al sistema operatiu. Aleshores, el sistema operatiu estableix la velocitat segons sigui necessari canviant entre aquests estats. SpeedStep, PowerNow! /Cool'n'Quiet i PowerSaver funcionen amb estats P. Hi ha un límit de 16 estats com a màxim.
ACPI 5.0 (2011) introdueix el control de rendiment del processador col·laboratiu (CPPC), exposant centenars de nivells de rendiment al sistema operatiu per a la seva selecció en forma d'un "nivell de rendiment" abstret de la freqüència. Aquesta abstracció proporciona una certa marge de maniobra perquè el processador ajusti el seu funcionament de maneres diferents a la freqüència.

## Escalat de freqüència autònom
Una sèrie de CPU modernes poden realitzar l'escala de freqüència de manera autònoma, utilitzant un rang de nivell de rendiment i una indicació de "preferència d'eficiència/rendiment" del sistema operatiu.
- Les CPU Intel que comencen amb Skylake admeten estats P gestionats per maquinari, utilitzant un registre específic del model com a canal de control.
- Les CPU AMD que comencen amb Zen 2 admeten una funció similar. A diferència de la funció Intel, depèn de l'habilitat de CPPC. El canal de comunicació preferit és un MSR (diferent de l'Intel) introduït a Zen 3; Les unitats Zen 2 utilitzen el mètode ACPI AML.